# Phaeozona
Phaeozona là một chi bướm đêm thuộc họ Noctuidae.